# Vie au Grand Air du Médoc
La Vie au Grand Air du Médoc, parfois abrégée en VGA Médoc, fou un club de futbol francès de la ciutat de Merinhac.

## Història
El club va ser fundat el 1907 i va desaparèixer el 1953. El seu nom prové de la revista esportiva il·lustrada La Vie au grand air i a la regió natural de Médoc, a la Gironda. El club va pertànyer a la Fédération cycliste et athlétique de France, i en guanyà el campionat els anys 1912, 1913 i 1914. Participà en el Trophée de France entre 1912 i 1914, essent finalista el 1913 i 1914.

## Palmarès

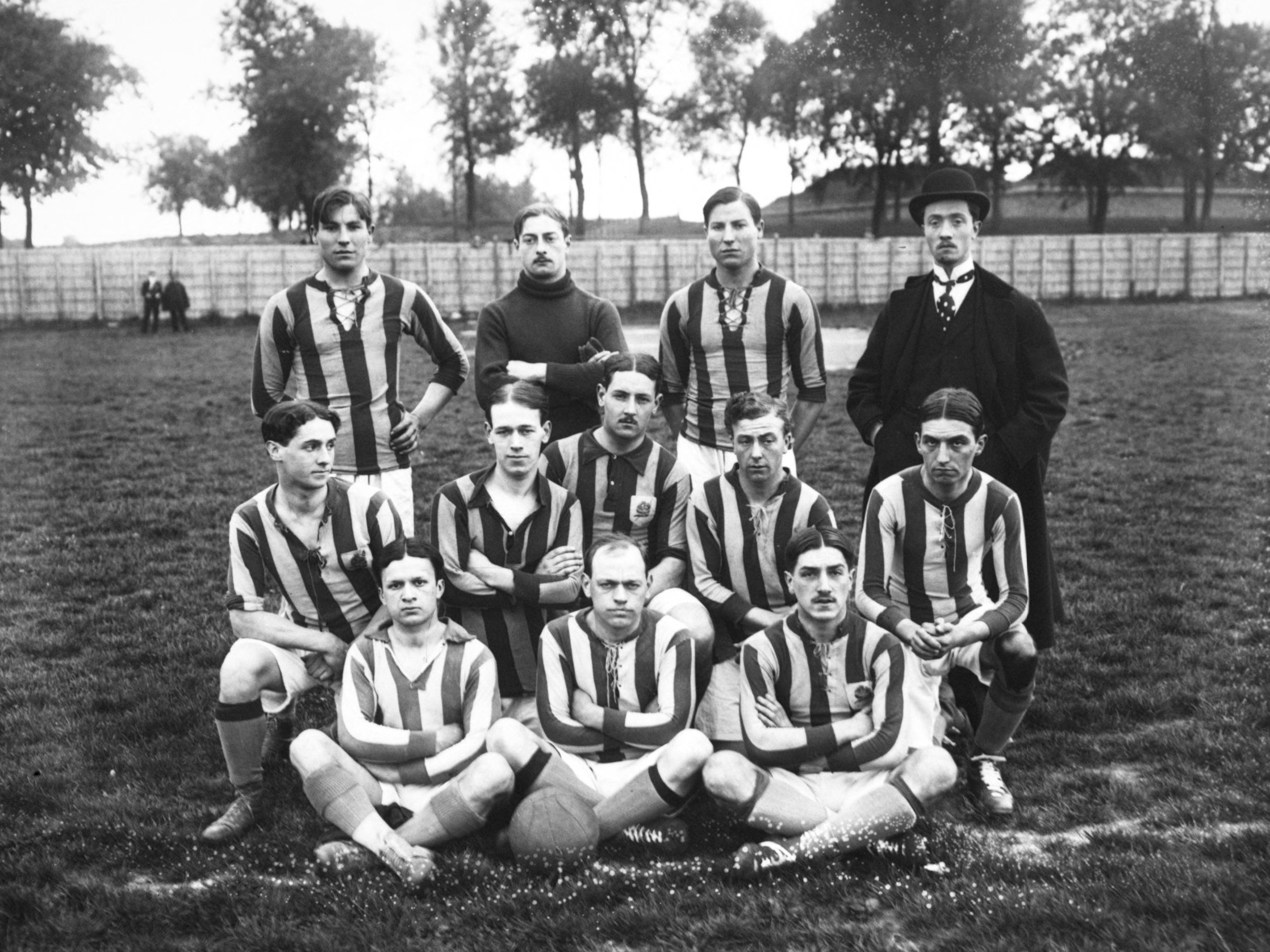
La Vie au Grand Air du Médoc el 1913.

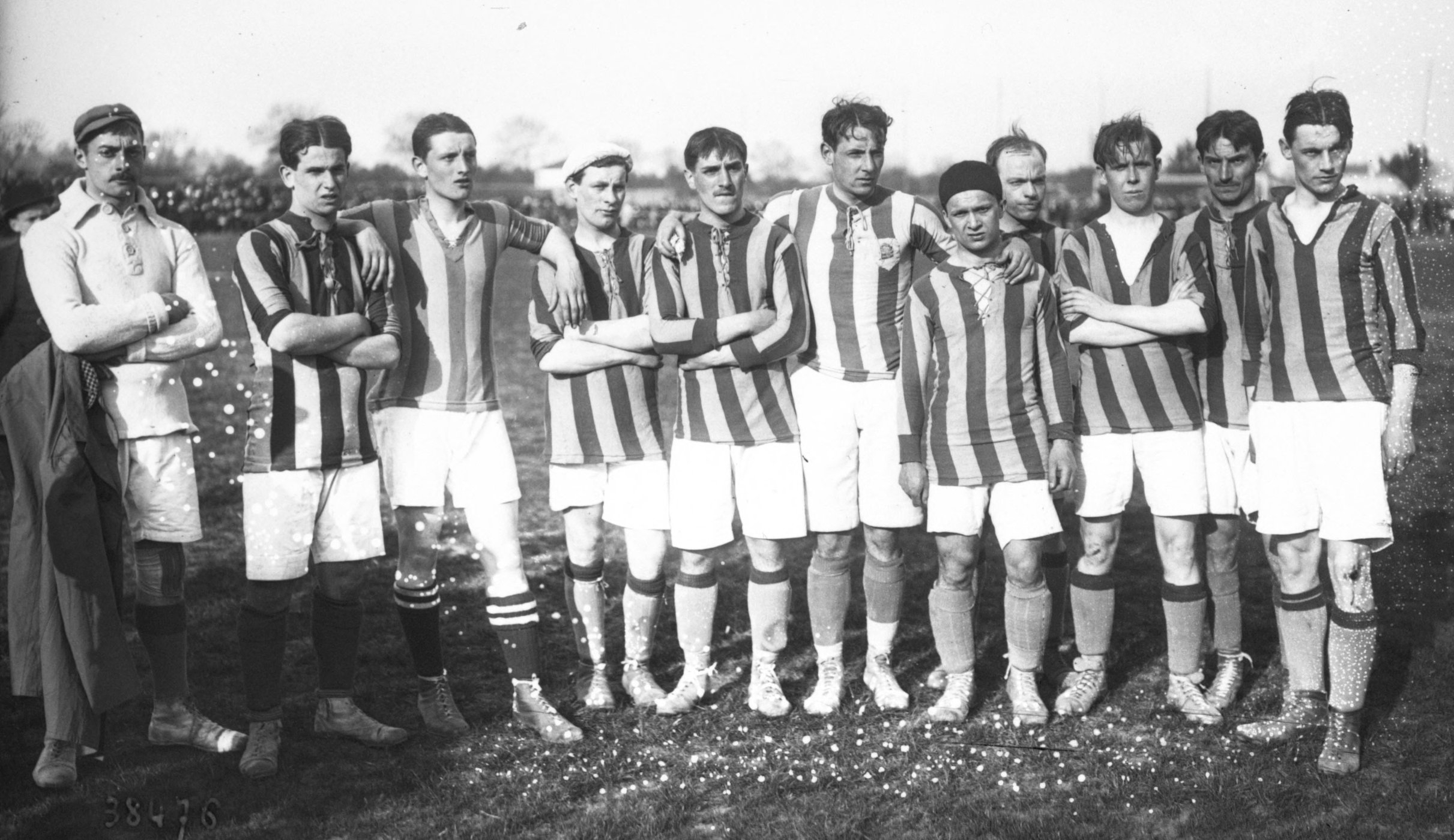
La Vie au Grand Air du Médoc el 1914.

- Lliga francesa de futbol: 
  - 1912, 1913, 1914

- Championnat du Sud-Ouest: 
  - 1921, 1922[12]

|  |  |